# Palazzolo sull’Oglio

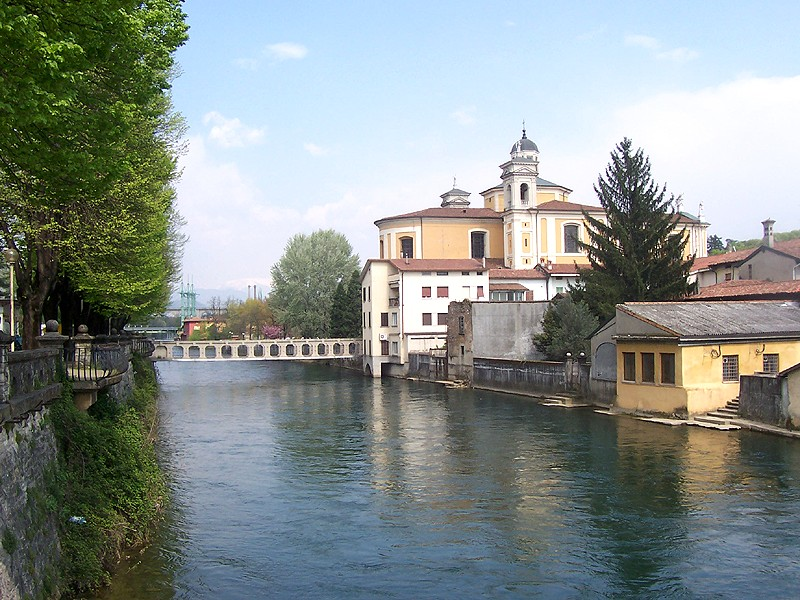
Palazzolo sull’Oglio vom Fluss aus

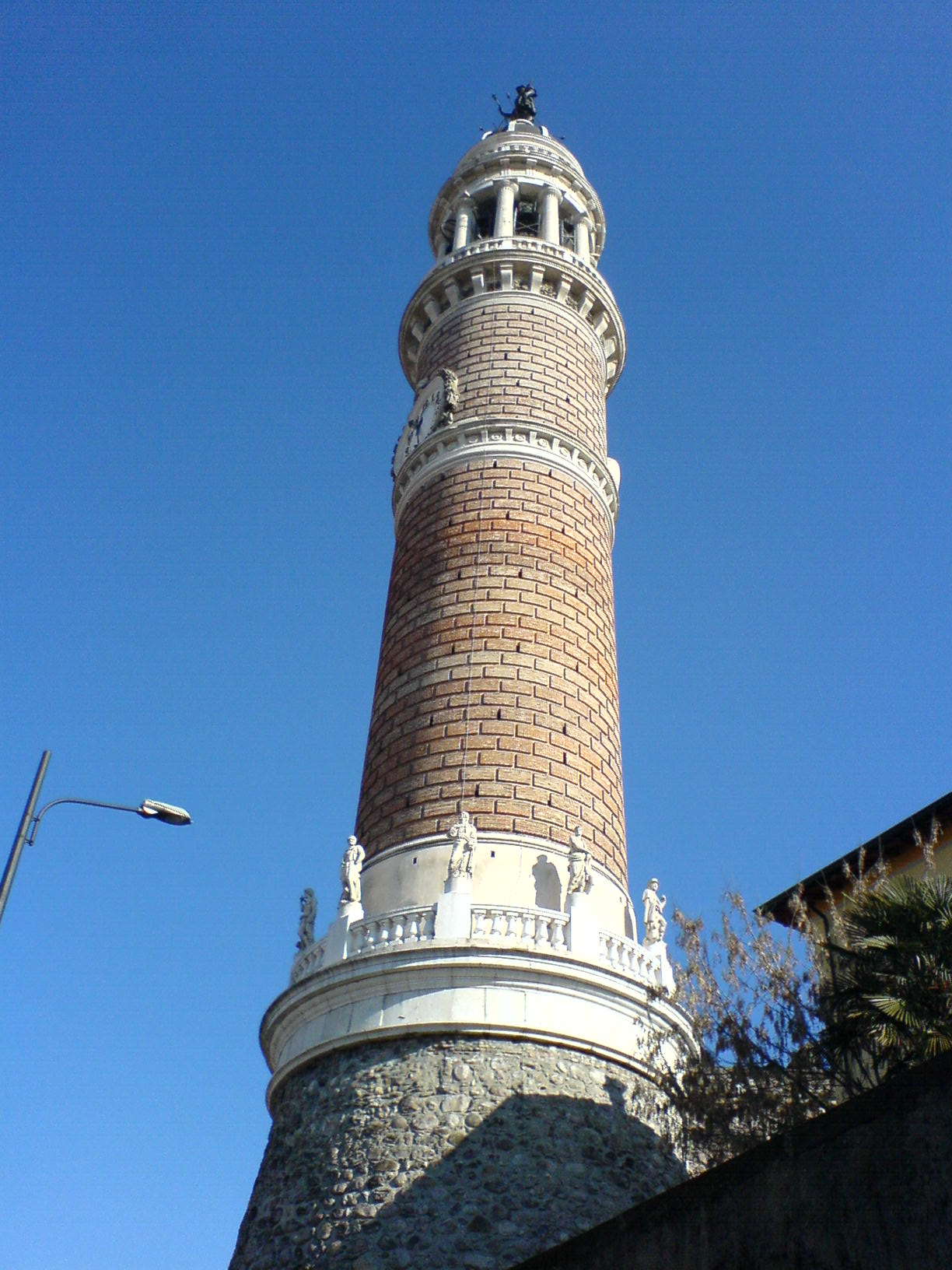
Turm des Volkes (torre del popolo); errichtet zwischen 1813 und 1830

Palazzolo sull’Oglio ist eine norditalienische Gemeinde (comune) mit 20.219 Einwohnern (Stand 31. Dezember 2023) in der Provinz Brescia in der Lombardei. Die Gemeinde liegt auf halbem Weg, etwa 20 Kilometer südöstlich von Bergamo und 25 Kilometer westnordwestlich von Brescia. Die Gemeinde grenzt an die Provinz Bergamo. Der Ort liegt am Rande des Parco dell’Oglio (Nord) und inmitten der Tiefebene von Brescia.

## Geschichte
Erstmals urkundlich erwähnt wird der Ort 830 nach Christus mit der Bezeichnung Palazzolo. Die strategisch günstige Lage an einer Flussfurt des Oglio dürfte die Errichtung eines Herrschaftssitzes zur Folge gehabt haben. Schon in der Römerzeit war eine Brücke nachgewiesen. Hier führte die Straße von Brixia (dem heutigen Brescia) nach Mediolanum (dem heutigen Mailand).

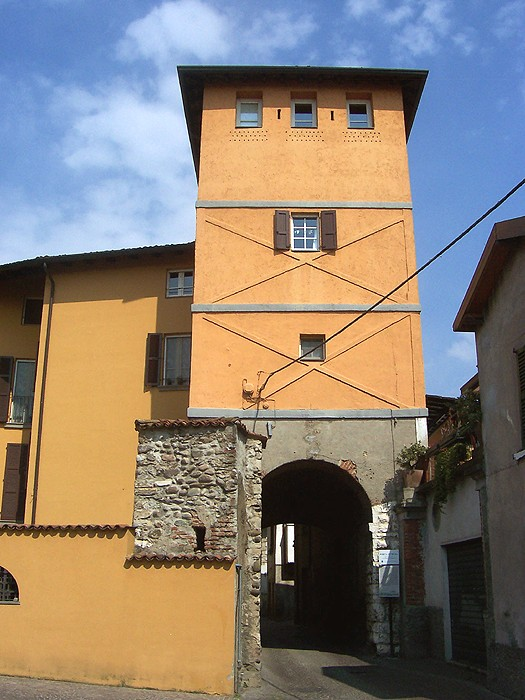
Tor der Stadtmauer aus dem 12. Jahrhundert

In die Zeit der urkundlichen Erwähnung fallen auch Reste einer Kapellenanlage bzw. Kirche, die in den 1970er Jahren freigelegt wurden und in das 7.–9. Jahrhundert datiert werden.
Im Mittelalter und der Renaissance gehörte der Ort zeitweise zur Republik Venedig, später unter die Herrschaft des Habsburger-Reiches und unter napoleonische Herrschaft.
Im 19. Jahrhundert entwickelte sich hier ein Zentrum der Kalk- und Zementindustrie. Schließlich siedelten sich auch Textilindustrie an. Stadtrechte hat die Gemeinde seit 1954.

## Verkehr
Durch das Gemeindegebiet führt die Autostrada A4 von Bergamo nach Brescia bzw. von Turin nach Venedig / Triest. Die Strada Statale 573 und die Strada Statale 469 kreuzen einander im Ort. An das Eisenbahnnetz ist Palazzolo sull’Oglio über die Bahnstrecke Bergamo–Brescia mit einem Bahnhof angeschlossen. Eine weitere, nicht elektrifizierte Strecke führt zum Lago d’Iseo nach Paratico und dient heute als Museumsbahn.

## Astronomie
Der Asteroid (6793) Palazzolo ist nach dem Ort benannt.

## Persönlichkeiten
- Luisa Corna (* 1965), Sängerin
- Irene Fargo (1963–2022), Sängerin
- Gabriele Rumi (1939–2001), Industrieller und Motorsport-Teamchef

## Sport
Der Ort war bereits einmal Zielort einer Etappe des Giro d’Italia (1992).